# Гільбертове оснащення
Гільбертовим оснащенням простору {\displaystyle H_{0}} просторами {\displaystyle H_{-}} і {\displaystyle H_{+}} називається ланцюжок включень
побудований наступним чином.
Нехай {\displaystyle H_{0}} — гільбертів простір зі скалярним добутком {\displaystyle (\cdot ,\cdot )_{H_{0}}} і
нормою {\displaystyle \|\cdot \|_{H_{0}}} і в {\displaystyle H_{0}} щільна лінійна множина {\displaystyle H_{+}}, яка є гільбертовим простором відносно скалярного добутку {\displaystyle (\cdot ,\cdot )_{H_{+}}} і норми {\displaystyle \|\cdot \|_{H_{+}}}, причому
Кожний елемент {\displaystyle f\in H_{0}} породжує антилінійний неперервний функціонал {\displaystyle l_{f}} на {\displaystyle H_{+}} за формулою
Гільбертів простір {\displaystyle H_{-}} одержимо поповненням простору {\displaystyle H_{0}} за новою нормою {\displaystyle \|f\|_{H_{-}}:=\|l_{f}\|}